# 탕궁훙
탕궁훙(중국어 간체자: 唐功红, 정체자: 唐功紅, 병음: Táng Gōnghóng, 한자음: 당공홍, 1979년 3월 5일~)은 중화인민공화국의 역도 선수이다. 2004년 하계 올림픽 여자 최중량급에서 금메달을 획득했다.